# Селегилин
Селегилин (L-депренил) по химической структуре близок к эфедрину и другим симпатомиметическим аминам, но по действию отличается тем, что является специфическим ингибитором моноаминоксидазы (МАО) типа Б. Применяется при болезни Паркинсона и паркинсонических синдромах различной этиологии (кроме лекарственной), вызванных дефицитом эндогенного дофамина.

## Общая информация
Применение селегилина в качестве антипаркинсонического средства основано на том, что в мозге преобладает содержание МАО типа Б и ингибирование этого фермента приводит к повышению концентрации в тканях мозга медиаторных моноаминов, в том числе содержания в полосатом теле дофамина. Особенно выражено повышение содержания дофамина в нейронах экстрапирамидной системы при одновременном применении селегилина с леводопой. Селегилин сокращает время наступления эффекта леводопы и удлиняет её действие. В связи с этим при паркинсонизме его часто применяют в сочетании с леводопой. Другие ингибиторы МАО, в отличие от селегилина, действуют на МАО типа А или оказывают смешанное влияние (на МАО типа А и Б).
Имеются сведения, что при применении селегилина в сочетании с антипаркинсоническими препаратами у больных паркинсонизмом улучшаются показатели липидного обмена.
Назначают селегилин по 5—10 мг в сутки (соответственно либо утром, либо утром и вечером), затем дозу подбирают индивидуально. При повышении дозы эффект не усиливается. Через несколько недель после начала лечения можно ограничиться меньшей дозой; вместе с тем при продолжительном лечении эффективность селегилина может снижаться.
При применении селегилина дозу леводопы можно в некоторых случаях снизить.
Селегилин можно принимать в сочетании с мадопаром или накомом.
Побочные эффекты при лечении селегилином в сочетании с леводопой или содержащими её препаратами сходны с наблюдающимися при применении одного препарата леводопы, но они могут усиливаться.
Совместное применение селегилина с опиоидными анальгетиками может вызывать тяжёлую токсическую реакцию, судороги, кому и смерть:127. Совместное применение с ИМАО, с ТЦА или с флуоксетином может привести к гипертермии, гипертензии, миоклонусу, коматозному состоянию. Сочетание селегилина с кофеином обусловливает риск развития симптомов, встречающихся при передозировке гормонов щитовидной железы:555.
Не следует назначать селегилин при экстрапирамидных заболеваниях, не связанных с дефицитом дофамина (при эссенциальном треморе, хорее Гентингтона и др.).

## Геропротекторные свойства
В исследованиях по изучению препаратов способствующих долголетию, было продемонстрировано, что собаки и крысы, получавшие малые дозы депренила, жили значительно дольше, чем их сверстники, получавшие физиологический раствор. Было замечено также, что малые дозы депренила защищали этих животных от онкогенеза мозга и в легких.